# Кэделль, Фрэнсис
Фрэнсис Кэделль (англ. Francis Cadell; 9 февраля 1822 — 3 февраля 1879) — английский путешественник.
В 1848 году прибыл в Австралию, где, после двукратного проезда по Муррею в 1851 и 1853 годах, доказал его судоходность и положил начало судоходству по нему.
В 1867 году Кэделль, по поручению правительства Южной Австралии, исследовал западный берег залива Карпентария, открыл там реку Блайт и доказал судоходность Ропера. Позже Кэделль торговал в Индийском океане и был убит на одном из островов Банда местными жителями.